# Annagloria
Annagloria, pseudonimo di Anna Gloria Nieri (Senigallia, 25 luglio 1955), è una cantante italiana.

## Biografia
In tenerissima età inizia a cantare nella sua regione d'origine, le Marche, ottenendo numerosi riconoscimenti. Partecipa a Un disco per l'estate 1973 con il brano Non è finito mai, canzone scritta da Dino Siani.
Nel 1975 partecipa al Festival di Sanremo con il brano La paura di morire (di Giorgio Calabrese, Pino Calvi e Ettore Ballotta) aggiudicandosi  la menzione speciale della stampa sanremese che diventerà poi il premio della critica.
Dopo l'esperienza, a soli sedici anni, con Tele Radio Capodistria, inizia a lavorare in Rai con Incontro con Annagloria, seguito poi allo special personale del 1980 Annagloria una voce dalle Marche. Partecipa poi a numerose puntate di Domenica in, ospite di Corrado, Pippo Baudo, Mino Damato. In seguito lavora in TV straniere come la Radiotelevisione Svizzera, dove Annagloria partecipa per lungo tempo, assieme all'orchestra del Maestro Mario Robbiani, oltre che la RTL a Lussemburgo, partecipando a trasmissioni e sigle televisive. I successi in Francia negli anni novanta le faranno ottenere l'appellativo di Voix d'or d'Italie dal Ministero della Cultura Francese. In occasione dei mondiali '90, è ospite fisso per ottanta puntate di Ciao Fortuna su Rai Uno, realizzato dal Centro Produzioni TV Rai di Napoli, dove interpreta circa trecento canzoni.
Nel 2000 esce l'album Stelle napoletane, realizzato con la grande Orchestra a Plettro Senese, che comprende una prima raccolta di brani tratti dal repertorio dell'Antica Premiata Casa Musicale Epifani di Napoli Piedigrotta, confluita nel Gruppo Editoriale San Giusto.
Inizia l'attività editoriale al fianco dell'editore e produttore discografico Gualtiero Guerrini, diventandone in seguito il suo braccio destro nella guida del gruppo e dell'etichetta Bentler. Con il primo decennio del nuovo millennio parte dell'attività del Gruppo Guerrini, compresa l'etichetta Bentler, è stata acquistata dalle edizioni San Giusto Ed&Ra facenti capo alla stessa Annagloria.

## Discografia parziale

### Album in studio
- 1974 - Revival
- 1987 - Annagloria in...
- 1989 - Spazi e tempi
- 2000 - Stelle napoletane

### Singoli
- 1972 - Sentimenti sconosciuti/Il mare nel cassetto (Eldorado, EL/NPC 05019)
- 1972 - Un giorno come un anno/Ritornerò... da te (Eldorado, EL/NPC 05021)
- 1972 - L'uomo del fiume/Se tu improvvisamente (Eldorado, EL/NPC 05022)
- 1973 - Non è finito mai/Non ridere nel vento (Eldorado, EL/NPC 05023)
- 1973 - Un certo giorno/Vorrei davvero (Eldorado, EL/NPC 05024)
- 1973 - Jolli Ceramica Sport/La serenissima (Eldorado, EL/NPC 05026)
- 1974 - Honkystop/La frase più banale (Bentler, BE/NP 5095)
- 1974 - Stranger in the Night/Chiaro (Bentler, BE/NP 5097)
- 1974 - Italia Italia!/Suona la banda dell'Anbima (Bentler, BE/NP 5098) (split con Banda Musicale Città di Senigallia)
- 1975 - La paura di morire/L'amore (Eldorado, EL/NPC 05029)
- 1975 - Solo noi/Ti scrivo e piango (Eldorado, EL/NPC 05031)